# Maaswaal College
Het Maaswaal College is een Nederlandse, interconfessionele scholengemeenschap bestaande uit twee middelbare scholen in Wijchen (Gelderland). Het Maaswaal College is een UNESCO-school en steunt daarmee de missie van UNESCO.

## Geschiedenis
Het Maaswaal College ontstond in het schooljaar 1993-1994 uit een fusie tussen:
- Christelijke Scholengemeenschap De Klokkenberg (te Dukenburg)
- Dukenburg College
- Scholengemeenschap Wijchen

Het nieuw ontstane Maaswaal College had zo scholen in Wijchen en Nijmegen-West. Toen de Scholengemeenschap Wijchen opging in het Maaswaal College werd de mavo-havo-afdeling in Wijchen uitgebreid met een atheneum. In 1996 kreeg de mavo-havo-atheneum-school een nieuw schoolgebouw aan de Veenseweg. In 2001 werd hier ook een gymnasiumafdeling aan toegevoegd. De vmbo-afdeling verplaatste in 2009 naar een nieuw gebouwd schoolgebouw aan de Oosterweg. Toen in 2007 de Nijmeegse vmbo-vestiging van het Maaswaal College opging in het Mondial College werd het Maaswaal College een zelfstandige Wijchense brede scholengemeenschap, bestaande uit een vmbo, havo en vwo (atheneum en gymnasium). Naast deze vormen biedt het Maaswaal College sinds schooljaar 2019-2020 een driejarige onderbouwopleiding aan onder de naam Maaswaal NeXT.

## Organisatie
De directie van het Maaswaal College bestaat uit een rector, twee locatiedirecteuren en een directeur bedrijfsvoering. Verder telt de school negen afdelingsleiders. Het Maaswaal College is sinds 2002 onderdeel van de Stichting Alliantie Voortgezet Onderwijs voor Nijmegen en het Land van Maas en Waal. De Alliantie bestaat uit zeven scholen, kent een raad van toezicht, een (eenhoofdig) college van bestuur en zeven rectoren/algemeen directeuren. Sinds 1 augustus 2021 is de Alliantie VO gefuseerd met Scholengroep Rijk van Nijmegen. Samen gaan zij verder, met 14 scholen, onder de naam @voCampus.

## Slaagpercentages
De slaagpercentages (vanaf 2014-2015) van het mavo, havo en vwo zijn:
|           | Mavo | Havo | Vwo  |
| --------- | ---- | ---- | ---- |
| 2014-2015 | 99%  | 92%  | 97%  |
| 2015-2016 | 94%  | 90%  | 96%  |
| 2016-2018 | 90%  | 79%  | 89%  |
| 2017-2018 | 93%  | 76%  | 85%  |
| 2018-2019 | 94%  | 87%  | 90%  |
| 2019-2020 | 99%  | 94%  | 100% |
| 2020-2021 | 100% | 90%  | 99%  |
| 2021-2022 | 98%  | 90%  | 88%  |
| 2022-2023 | 97%  | 88%  | 79%  |